# New Hampshire Phantoms
Il New Hampshire Phantoms è una società calcistica statunitense fondata nel 1996 e che milita nella Premier Development League (PDL).
Fino al 2007 i Phantoms militavano nella USL Second Division, poi la società prese autonomamente la decisione di retrocedere nella PDL.
Lo stadio di casa del New Hampshire Phantoms è il Clement Lemire Stadium, sito nel campus della Manchester Memorial High School, nella città di Manchester (New Hampshire).

## Cronistoria
| Anno | Divisione | League                | Reg. Season    | Playoff                        | Open Cup        |
| ---- | --------- | --------------------- | -------------- | ------------------------------ | --------------- |
| 1996 | 3         | USISL Pro League      | 6° Northeast   | Non qualificato                | Non qualificato |
| 1997 | 3         | USISL D-3 Pro League  | 3° Northeast   | Semifinale                     | Non qualificato |
| 1998 | 3         | USISL D-3 Pro League  | 2° Northeast   | Finale                         | Non qualificato |
| 1999 | 3         | USL D-3 Pro League    | 3° Northern    | Finale di Conference           | Non qualificato |
| 2000 | 3         | USL D-3 Pro League    | 3° Northern    | Quarti di finale di Conference | Non qualificato |
| 2001 | 3         | USL D-3 Pro League    | 2° Northern    | Semifinale di Conference       | Non qualificato |
| 2002 | 3         | USL D-3 Pro League    | 4° Northern    | Non qualificato                | Non qualificato |
| 2003 | 3         | USL Pro Select League | 1° Northern    | Finale Regionale               | 3º turno        |
| 2004 | 3         | USL Pro Soccer League | 1° Northern    | Semifinale                     | 2º turno        |
| 2005 | 3         | USL Second Division   | 8°             | Non qualificato                | Non qualificato |
| 2006 | 3         | USL Second Division   | 5°             | Non qualificato                | 3º turno        |
| 2007 | 3         | USL Second Division   | 9°             | Non qualificato                | Non qualificato |
| 2008 | 4         | USL PDL               | 4° New England | Non qualificato                | Non qualificato |

## Palmarès
- USL League Two: 1

2024